# Антиох Сиракузки
Антио̀х Сираку̀зки е древногръцки историк и логограф от V век пр.н.е.
За живота му не се знае почти нищо, а от трудовете му са запазени само фрагменти, но през Античността те се ползват с добра репутация. Автор е на „История на Сицилия“, написана около 424 г. пр.н.е. и използвана като източник от Тукидид, и на „Колонизацията на Италия“, цитирана от Страбон и Дионисий Халикарнаски.